# Crossosomatales
A Crossosomatales zárvatermő növények egy rendje, amit az APG rendszer második kiadása írt le, a valódi kétszikűek közé tartozó rosids kládban. Többnyire örökzöld bokrok és fák tartoznak a rendbe.
Három családot soroltak ide:
- Crossosomataceae
- Stachyuraceae
- Staphyleaceae,

melyek a Cronquist-rendszerben a Rosales, Violales, illetve Sapindales rendekbe tartoztak.
A fentebb említetteken kívül az APG II négy nemzetséget család szintre emelve idesorolt:  Aphloia, Geissoloma, Ixerba és Strasburgeria, mint Aphloiaceae, Geissolomataceae, Ixerbaceae és Strasburgeriaceae családok. Az APG III-rendszer a Strasburgeriaceae családot sensu lato írja le, az Ixerba nemzetséget is ide sorolva; ezenkívül egy guatemalai örökzöld fajt is ide soroltak, család szinten: Guamatelaceae.
A Crossosomatales APG III-rendszer szerinti családlistája tehát:
- Aphloiaceae
- Crossosomataceae
- Geissolomataceae
- Guamatelaceae
- Stachyuraceae
- Staphyleaceae
- Strasburgeriaceae (benne a korábbi Ixerbaceae).